# Porto Folha Fede
Folha Fede FC, també Porto de Folha Fede o Portuense de Folha Fede i Os Dinâmicos Folha Fede és un club de futbol que juga a la Lliga de São Tomé de futbol a Folha Fede a São Tomé i Príncipe. L'equip es troba a l'illa de São Tomé. L'equip mai ha guanyat cap títol nacional ni insular.
El seu logotip té un color blau amb la cresta de Folha Fede a la part superior i l'acrònim del club PFF a la part inferior. El logotip i l'uniforme són gairebé iguals que els de FC Porto. El club és afiliat al FC Porto de Portugal i és l'únic de la nació.
El club fou fundat com a FC Porto e São Tomé i poques vegades utilitza aquest nom avui. Va ser fundat a mitjans del segle XX durant el domini portuguès a la ciutat de São Tomé. El club va guanyar dos títols i només provincials el 1964.
Després de la independència, la ubicació del club es va traslladar a Folha Fede.
El 2001, el club va acabar quart en el campionat. Va baixar a Segona Divisió en 2003. Va acabar 11è en 2006, en 2009-10, el club estava en la Segona Divisió després fou relegat a la Segona Divisió. El 2014 el club va sortir de la competició insular i actualment ja no hi participa.

## Honours
- Campionat provincial de São Tomé i Príncipe de futbol: 2

1963, 1964